# Cố Luân Ôn Trang Trưởng Công chúa
Cố Luân Ôn Trang Trưởng Công chúa (chữ Hán: 固倫溫莊長公主; 1625 - 1663), Công chúa nhà Thanh, là Hoàng nữ thứ hai của Thanh Thái Tông Hoàng Thái Cực.

## Tiểu sử
Cố Luân Ôn Trang Trưởng Công chúa nguyên danh là Mã Khách Tháp (chữ Hán: 馬喀塔, tiếng Mãn: ᠮᠠᡴᠠᡨᠠ, chuyển tả: Makata), sinh vào giờ Ngọ, ngày 9 tháng 8 (âm lịch) năm Thiên Mệnh thứ 10 (1625), cha Hoàng Thái Cực khi ấy vẫn còn là Hòa Thạc Bối lặc. Mẹ là Đại Phúc tấn Bát Nhĩ Tế Cát Đặc Triết Triết, xuất thân quý tộc Khoa Nhĩ Thấm của Mông Cổ, thuộc dòng dõi của Thành Cát Tư Hãn.
Năm Thiên Thông thứ 10 (1635), ngày 10 tháng 1 (âm lịch), bà được gả cho Ngạch Triết - con trai của Lâm Đan hãn thuộc Sát Cáp Nhĩ Mông Cổ, cùng năm đó Ngạch Triết được phong làm Sát Cáp Nhĩ Thân vương.
Năm Sùng Đức nguyên niên (1636), Hoàng Thái Cực lên ngôi Hoàng đế, lấy niên hiệu là [Sùng Đức], cải quốc hiệu là Đại Thanh, đổi tộc Nữ Chân thành Mãn Châu. Ông cũng ban phong hiệu cho 7 công chúa là chị em, con gái hoặc nữ giới thân tộc, xác lập chế định thứ bậc Công chúa của triều đại nhà Thanh.
Trong "Thanh nội bí thư viện Mông Cổ văn đương án hối biên Hán dịch" có ghi chép về sách văn của Công chúa:
| “ | 崇德帝冊封察哈爾公主為固倫公主之冊文，崇德十月十六日，奉天承運寬溫仁聖皇帝詔曰，自開天辟地以來，一代應運之君臨宇內誕辰，具有諸姐妹、女兒，頒定名分稱號以示仁愛之禮，古來聖君開創之法則也。此乃萬世不變之法則也。今朕即大位，爰仿古制，遵循古來歷代聖君故事，給諸公主賜給冊書，制定仁愛之禮，將爾察哈爾公主當朕子嗣，冊封爾為固倫公主，爾切勿以朕之女恃，勿越中正，勿違道義，敬慎持心，名顯當時，譽垂後世，恪守婦德，欽此，勿替朕命。 . Sùng Đức Đế sách phong Sát Cáp Nhĩ Công chúa vi Cố Luân Công chúa chi sách văn, Sùng Đức thập nguyệt thập lục nhật, Phụng thiên thừa vận Khoan Ôn Nhân Hoàng Đế chiếu viết, tự khai thiên ích địa dĩ lai, nhất đại ứng vận chi quân lâm vũ nội đản thần, cụ hữu chư tỷ muội, nữ nhi, ban định danh phân xưng hào dĩ kỳ nhân ái chi lễ, cổ lai thánh quân khai sang chi pháp tắc dã. Thử nãi vạn thế bất biến chi pháp tắc dã. Kim trẫm tức đại vị, viên phảng cổ chế, tuân tuần cổ lai lịch đại thánh quân cố sự, cấp chư Công chúa tứ cấp sách thư, chế định nhân ái chi lễ, tương nhĩ Sát Cáp Nhĩ Công chúa đương trẫm tử tự, sách phong nhĩ vi Cố Luân Công chúa, nhĩ thiết vật dĩ trẫm chi nữ thị, vật việt trung chính, vật vi đạo nghĩa, kính thận trì tâm, danh hiển đương thì, dự thùy hậu thế, khác thủ phụ đức, khâm thử, vật thế trẫm mệnh. | ” |

Năm thứ 5 (1640), Hoàng Thái Cực cùng chư Phi đi săn tại Sát Cáp Nhĩ. Tháng 10 cùng năm, bà cùng Ngạch phò cũng hồi kinh thăm nhà.
Năm thứ 6 (1641), ngày 23 tháng 1, Ngạch Triết qua đời, Thái Tông cực kì bi thống, tang lễ sử dụng nghi trượng của Thân vương, dùng lễ của Mông Cổ để các Lạt Ma tụng kinh, lại dùng lễ của người Hán để các tăng nhân siêu độ, sau cùng Công chúa đem tro cốt của chồng về lại Sát Cáp Nhĩ, do Tế Nhĩ Cáp Lãng cùng Phúc tấn hộ tống.
Năm Thuận Trị thứ 2 (1645), tháng 10, bà tái giá với em chồng là A Bố Nại - con trai của Ý Tĩnh Đại Quý phi, sinh con trai tên Bố Nhĩ Ni.
Năm thứ 13 (1656), bà được tiến phong tước hiệu Cố Luân Trưởng Công chúa (固倫長公主). Năm thứ 16 (1659), được phong hiệu Cố Luân Vĩnh Ninh Trưởng Công chúa (固倫永寧長公主). Sau cải phong thành Cố Luân Ôn Trang Trưởng Công chúa (固倫溫莊長公主).
Năm Khang Hi thứ 2 (1663), bà qua đời, chung niên 39 tuổi. Năm thứ 14 (1675), con trai bà là Bố Nhĩ Ni khởi loạn, A Bố Nại vì liên lụy mà bị giết.

## Khoáng chí
Chế viết:
| “ | 溫莊長公主，太宗文皇帝之女、世祖章皇帝之姊、朕之姑也。生於天命十年八月初九日午時，卒於康熙二年二月二十六日未時，春秋三十有九。ト以本年十月二十一日窆於妙兒溝。嗚呼！朕纘鴻緒，念系皇祖之女、皇考同氣之親，方期駢集繁祉、永享大年，何意遽爾奄逝。朕懷震悼，曷其有極。為ト兆域，併設垣宇；窀穸之文，式從古制；祭享之儀，爰考典章。勒之貞珉，用誌生歿之年月，惟靈其永妥於是焉。 . Ôn Trang Trưởng Công chúa, Thái Tông Văn Hoàng đế chi nữ, Thế Tổ Chương Hoàng đế chi tỷ, trẫm chi cô dã. Sinh vu Thiên Mệnh thập niên bát nguyệt sơ cửu nhật ngọ thì, tốt vu Khang Hi nhị niên nhị nguyệt nhị thập lục nhật vị thì, xuân thu tam thập hữu cửu. Dĩ bản niên thập nguyệt nhị thập nhất nhật biếm vu diệu nhi câu. Ô hô! Trẫm toản hồng tự, niệm hệ Hoàng Tổ chi nữ, hoàng khảo đồng khí chi thân, phương kỳ biền tập phồn chỉ, vĩnh hưởng đại niên, hà ý cự nhĩ yểm thệ. Trẫm hoài chấn điệu, hạt kỳ hữu cực. Vi triệu vực, tịnh thiết viên vũ; truân tịch chi văn, thức tòng cổ chế; tế hưởng chi nghi, viên khảo điển chương. Lặc chi trinh mân, dụng chí sinh một chi niên nguyệt, duy linh kỳ vĩnh thỏa vu thị yên. | ” |